# Videm (Podravska)
Videm (Duits: Sankt Veit) is een gemeente in de Sloveense regio Podravska en telt 5283 inwoners (2002).

## Plaatsen in de gemeente
Barislovci, Belavšek, Berinjak, Dolena, Dravci, Dravinjski Vrh, Gradišče, Jurovci, Lancova vas pri Ptuju, Lancova vas, Ljubstava, Majski Vrh, Mala Varnica, Pobrežje, Popovci, Repišče, Sela, Skorišnjak, Soviče, Spodnji Leskovec, Strmec pri Leskovcu, Šturmovci, Trdobojci, Trnovec, Tržec, Vareja, Velika Varnica, Veliki Okič, Videm pri Ptuju, Zgornja Pristava, Zgornji Leskovec
Benedikt · Cerkvenjak · Cirkulane · Destrnik · Dornava · Duplek · Gorišnica · Hajdina · Hoče-Slivnica · Juršinci · Kidričevo · Kungota · Lenart · Lovrenc na Pohorju · Majšperk · Makole · Maribor · Markovci · Miklavž na Dravskem polju · Oplotnica · Ormož · Pesnica · Podlehnik · Poljčane · Ptuj · Rače-Fram · Ruše · Selnica ob Dravi · Slovenska Bistrica · Središče ob Dravi · Starše · Sveta Ana · Sveta Trojica v Slovenskih goricah · Sveti Andraž v Slovenskih goricah · Sveti Jurij · Sveti Tomaž · Šentilj · Trnovska vas · Videm · Zavrč · Žetale